# Référendum constitutionnel français de 1958 au Niger
Le référendum constitutionnel nigérien de 1958 a lieu le 28 septembre 1958 afin de permettre à la population de se prononcer sur la constitution de 1958 visant notamment à faire du Niger un pays membre de la Communauté française.
Le projet soumis à référendum reçoit une large majorité des suffrages.

## Résultat
| Choix                     | Votes     | %     |
| ------------------------- | --------- | ----- |
| Pour                      | 372 383   | 78,43 |
| Contre                    | 102 395   | 21,57 |
|                           |           |       |
| Votes valides             | 474 778   | 96,12 |
| Votes blancs et invalides | 19 175    | 3,88  |
| Total                     | 493 953   | 100   |
| Abstention                | 826 221   | 62,58 |
| Inscrits/Participation    | 1 320 174 | 37,42 |